# Castillo de Alaró
Castillo de Alaró (en catalán: Castell d'Alaró), es un castillo de Alaró, en Mallorca. Está catalogado en España como Bien de Interés Cultural (BIC) desde el 3 de junio de 1931 y es uno de los tres castillos de Mallorca denominados roquers. Además de los restos del castillo, también se encuentra una hospedería y una ermita.
El acceso al castillo es parcialmente asfaltado, empredado y sólo se puede completar a pie y se encuentra a una altitud de 822 metros.
La propiedad tiene varios dueños y está compartida, la hospedería y la capilla es propiedad del diócesis de Mallorca, el camino de acceso es propiedad del Ayuntamiento de Alaró, las murallas son propiedad del Gobierno de España y el resto es de un propietario privado.

## Historia
En el monte donde se encuentra situado el castillo, hay yacimientos arqueológicos de la cultura talayótica y se cree que durante la dominación del Imperio romano se construyó ya algún tipo de fortificación y hay constancia por restos arqueológicos de presencia del Imperio bizantino.
Hay constancia de construcciones con finalidades defensivas o fortificadas desde el año 902 durante la conquista islámica de Mallorca, cuando los sarracenos llegan a la isla. Se recoge en la crónica árabe «Kitab Tarih Mayurqa», donde se cita al castillo como «Hisn Alarun». Según la crónica, no se pudo conquistar el castillo hasta que los habitantes, llamados Rum posiblemente por su origen bizantino o cristiano, agotaron sus víveres y se rindieron.

En esta isla [Mayurqa] se encuentra una gran fortaleza construida en un lugar con el nombre de Hisn Alarum alto y páramo, sin par en el mundo habitado; es conocida con el nombre de Hisn Alarum. Cuentan los mallorquines que cuánto la isla fue conquistada en la época de Muhámmad, hijo del quinto amir omeya de al-Ándalus, los Rum se hicieron fuertes en esta fortaleza durante ocho años y cinco meses después de la conquista, sin que nadie pudiera hacer nada contra ellos; sólo la falta de víveres los obligó a salir. Esta fortaleza se levanta sobre la cumbre de un monte de piedra dura donde hay una fuente abundante.
Al-Zuhri

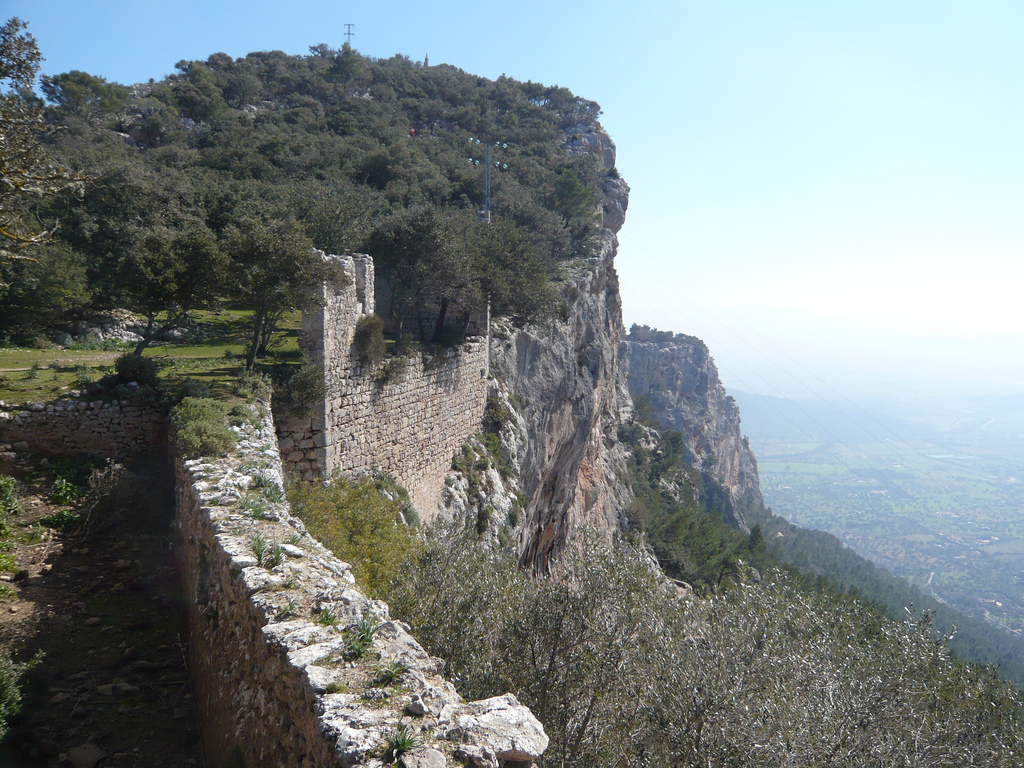
Muralla del Castillo de Alaró.

Posteriormente la fortificación es ocupada sucesivamente por los cristianos llegados desde la península a la isla y, el rey Jaime I de Aragón se la otorgará al Condado de Urgel, al infante Pedro I de Urgel.

### Los mártires Cabrit y Bassa
En el año 1229 durante la conquista de Mallorca, un grupo de musulmanes mallorquines huyen después de que el rey Jaime entra en Madina Mayurqa, la ciudad musulmana más importante de la isla. Primero se refugian en la parte montañosa de la isla y a partir de 1231, quedan poblaciones musulmanas alrededor de los castillos de Santuari, del Rey y el propio castillo de Alaró, los tres castillos son conocidos como castillos «roquer».

E, quan venc al quinzèn dia, sabem que el rei de Tunis no vendria, ni aquell estol, sobre la terra de Mallorques. E llaores metem mà a conquerir les muntanyes e els castells que ells tenien, per nom Oloró, e Pollença, e Santueri!
Llibre dels feits, epígrafe 113.

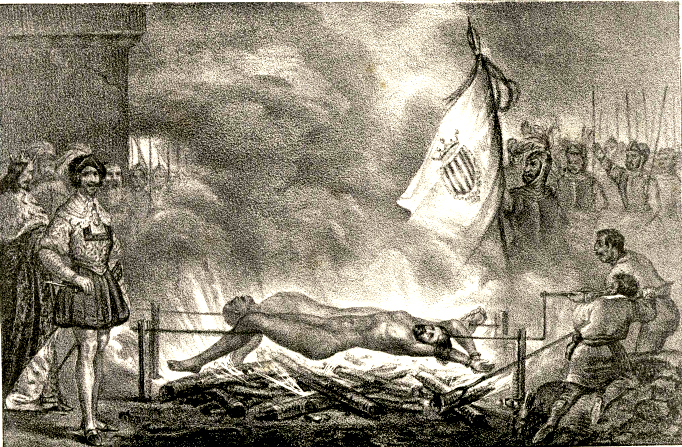
Reproducción de 1840 de la muerte de Cabrit y Bassa.

En 1285, después de la muerte del rey Pedro III de Aragón, su hijo Alfonso III de Aragón inicia la invasión de Mallorca para volver a anexionar el Reino de Mallorca a la Corona de Aragón después de que su tío Jaime II de Mallorca se proclamase rey. La anexión se produce sin mayores altercados excepto por el castillo de Alaró, que se había declarado fiel al rey mallorquín. La leyenda popular, recogido en el tomo cinco de la obra Rondallas Mallorquinas, habla de dos capitanes fieles del rey mallorquín Jaume II que custodiaban la defensa del castillo eran Guillem Cabrit y Guillem Bassa, que se encargaron de organizar su defensa ante el inminente ataque por parte de las tropas de Alfonso III. Al ser derrotados y tomados como rehenes, murieron quemados en la hoguera, en la leyenda conocida como el martirio de Cabrit y Bassa.

Quan la lluita es fa més forta,
truca un missatger a la porta:
-Castellans, lliurau de pressa les claus del castell rebel
o de grat deixau-vos prendre:
el fort que car es deixi vendre
serà en sec fet pols i cendra,
insepults els qui el defensin i menjats pels corbs del cel.
-I, ¿qui amb tal ordre us envia?
Cabrit irat responia-
-Anfós d'Aragó i Mallorca jurat com a rei i hereu.
-No coneixem al reialme
altre rei que el rei En Jaume
A Mallorca, -i perdonau-me-
anfós és un peix que es menja amb allioli a tot arreu...
-Llamp del cel!, que és gran vilesa
sofrir més vostra escomesa!
¿Qui gosa amb tals paraules insultar el rei d'Aragó?
-crida Anfós als de la plaça.-
-Dos lleials: Cabrit i Bassa.
-¿Cabrit, dieu? Bona caça!
Doncs, com cabrits jur rostir-vos per escarment del traïdor!-
Guillem Colom i Ferrà. Poema: El Comte Mal.

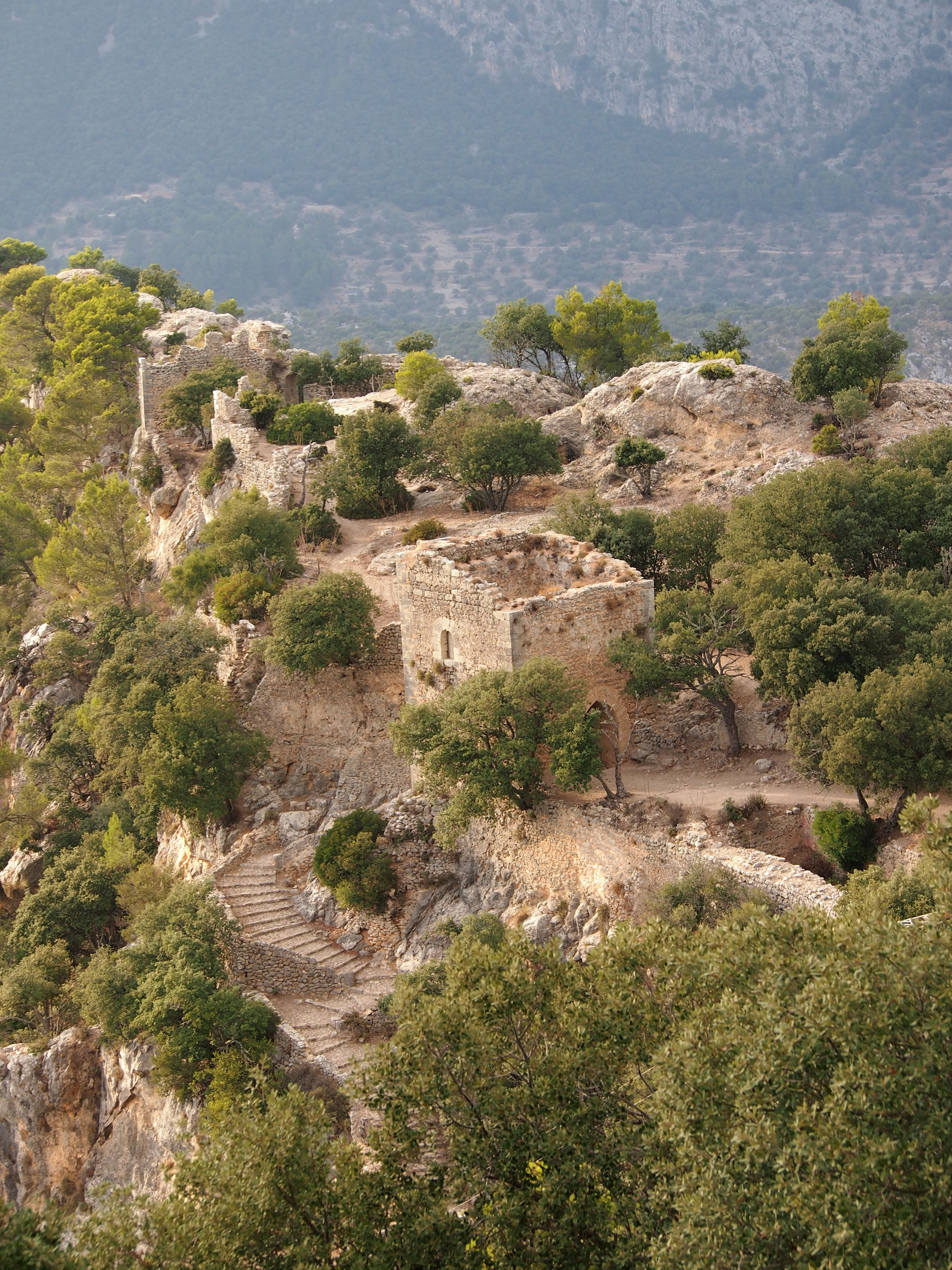
Castillo de Alaró.

Sobre la escena, hay un cuadro que representa a Cabrit y Bassa con el castillo de Alaró y la cima de la Alcadena al fondo pintado en 1629 por Miquel Bestard, propiedad del ayuntamiento de Palma. En 2010 se encontraron dos tablas en el oratorio de la ermita con sendos retratos de ambos mártires, como parte del extinto culto a ambos en la isla.
En 1343 los ocupantes del castillo se rinden a las tropas de Pedro IV de Aragón después de unos edictos amenazadores.
Durante los siglos XIV y XV, y aunque conserva una guarnición militar hasta 1741, el estado de abandono de la fortificación es cada vez mayor. A partir de esta fecha el único uso que conserva será el religioso, ya que desde al menos el año 1622 ya existía un oratorio conocido actualmente como la ermita o santuario de la Virgen del Refugio.

## Construcciones

### Castillo
El castillo está formado por la muralla con cinco torres. Hay un primer portal de acceso a la entrada principal, antes de la zona amurallada, es un portón de arco de medio punto que sustentaba una puerta de doble hoja. Delante del portón se encuentra una marca redonda que se asocia a la pisada del caballo de Jaime I según la leyenda.
Tras algunos escalones se encuentra una segunda puerta protegida por un muro de piedra que consta de tres aspilleras o ballesteras orientadas para proteger la entrada. 

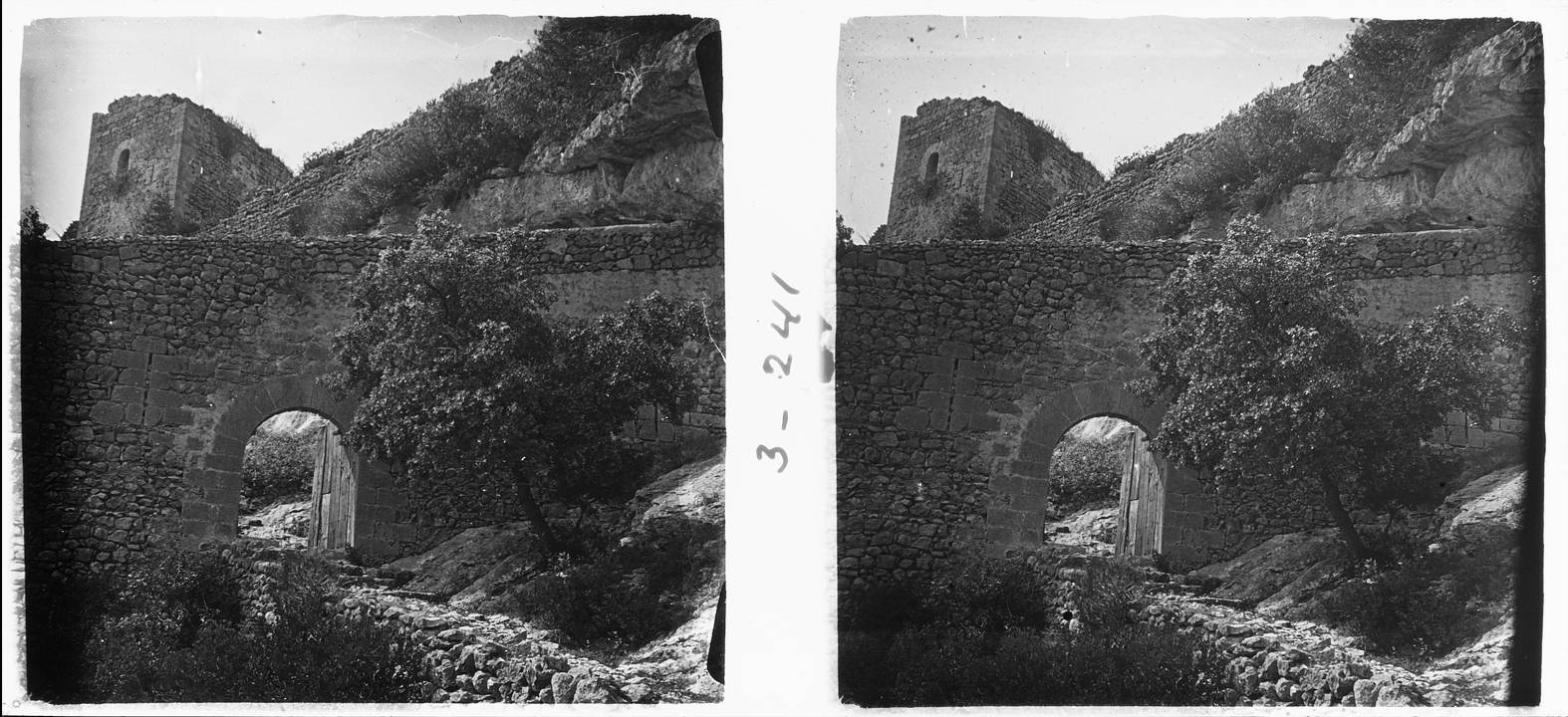
Fotografías de la entrada al castillo en 1915.

Después, tras algunos escalones más, se encuentra la primera torre almenada, la torre del homenaje y popularmente conocida como «constipador». Es la estructura central del castillo que servía como residencia del señor.
Alrededor se encuentran las murallas, ruinas de arquitectura gótica del siglo XIV. A la derecha se encuentra una explanada con restos de contener un aljibe y a su alrededor un paramento de muralla con almenas. A continuación del aljibe, se encuentra una segunda torre defensiva conocida como «Torre de Migjorn» (torre de poniente) que consta de un gran paramento con la propia torre con aspilleras.
La conocida como «prisión de los moros» es una edificación de planta cuadrada coronada por una torre protegida por aspilleras, situada al sur y que servía de vigilancia de esta parte del castillo, con el paramento principal orientado a la Meca. Se denomina también «Torre de sa Cova» por su cercanía a una cueva próxima.
Entre otras construcciones, existen además de varios aljibes, carboneras y hornos de cal.

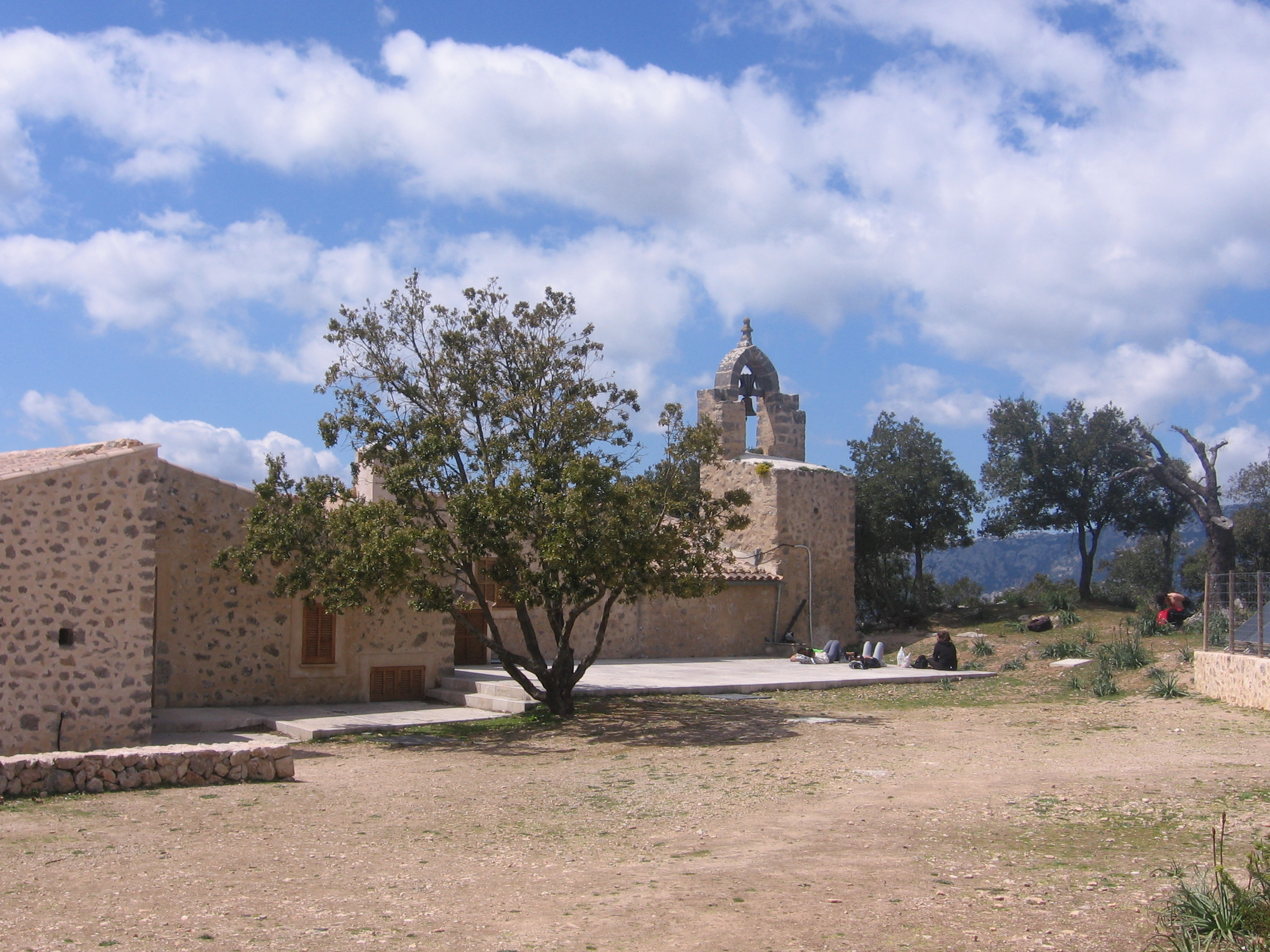
Ermita en el castillo de Alaró

### Ermita
La ermita se construyó en 1622 a la que se añadió la capilla y la sacristía posteriormente. La edificación es de reducidas dimensiones y arquitectura austera. El portal principal está construido con la típica roca de marés tallado con una composición arquitrabada de estilo renacentista. Tiene un pórtico de teja árabe de doble vertiente, sostenido por un arco de medio punto y pilastras octogonales en los laterales. Dos puntales de madera sostienen la cubierta en el interior del pórtico.
La parte superior está coronada por un reloj de sol orientado hacia el sur y formado por una sola pieza con piedra calcárea. Su Gnomon o guía, marca las horas con números arábigos y apunta hacia la estrella Polar, con lo que la duración de las horas no corresponden a los relojes de sol romanos o griegos. Se desconoce su fecha de construcción, pero hay fotos del reloj durante la primera mitad del siglo XX.
El interior de la ermita se compone de una única sala, de arco de cañón, con suelos de cerámica y paredes decoradas con motivos vegetales en relieve. El ábside es de planta semicircular y en su interior se encuentra el altar, precedido por un retablo barroco con la imagen de la Virgen María. En los laterales del retablo se ha representado a los dos personajes más conocidos de la leyenda local de Alaró: Guillem Cabrit y Guillem Bassa.

## Fundación Castillo de Alaró
La fundación se compone por la diócesis o el obispado de Mallorca, el Consejo Insular de Mallorca y el Ayuntamiento de Alaró, con la finalidad de:
- la rehabilitación, conservación y mantenimiento del castillo y del camino de acceso
- la gestión y conservación de las instalaciones del castillo
- fomentar actividades de tipo cultural, artístico, educativo y científico en el castillo
- difundir al público en general, la existencia del castillo, asociado a Alaró y a Mallorca